# Chambre de commerce et d'industrie de la Côte-d'Or Dijon Métropole
La chambre de commerce et d'industrie de Côte-d'Or est une ancienne chambre de commerce qui a existé du 19 mars 2009 au  1er février 2021. 
Son siège se trouvait à Dijon, elle faisait partie de la chambre de commerce et d'industrie de région Bourgogne-Franche-Comté et avait des antennes à Auxonne, Châtillon-sur-Seine, Mirebeau-sur-Bèze, Montbard, Selongey et Beaune.

## Historique
La chambre de commerce et d'industrie de la Côte-d'Or Dijon Métropole est née de la fusion, le 
19 mars 2009 (Décret no 2009-307) de la chambre de commerce et d'industrie de Dijon avec la chambre de commerce et d'industrie de Beaune. Le 1er février 2021, elle fusionne avec la chambre de commerce et d'industrie de Saône-et-Loire pour donner naissance à la Chambre de commerce et d'industrie métropole de Bourgogne,.

## Missions
À ce titre, elle est un organisme chargé de représenter les intérêts des entreprises commerciales, industrielles et de service de cette région et de leur apporter certains services. C'est un établissement public qui gère en outre des équipements au profit de ces entreprises. Comme toutes les CCI, elle est placée sous la tutelle du préfet du département représentant le ministère chargé de l'industrie et le ministère chargé des PME, du Commerce et de l'Artisanat.

### Service aux entreprises
- Centre de formalités des entreprises
- Assistance technique au commerce
- Assistance technique à l'industrie
- Assistance technique aux entreprises de service
- Point A (apprentissage)

### Gestion d'équipements
- Zone Industrielle de Longvic
- Terminal de Dijon-Bourgogne
- Port fluvial

### Enseignement supérieur et centres de formation
- Burgundy School of Business ;
- Centres de formation CCI Formation Côte-d'Or.

## Pour approfondir